# Championnat de Cuba de football 2003
Navigation
Saison précédente Saison suivante
La saison 2003 du Championnat de Cuba de football est la quatre-vingt-neuvième édition du Campeonato Nacional de Fútbol, le championnat de première division à Cuba. Il met aux prises les équipes représentant les provinces de l'île. Il n'y a donc ni promotion, ni relégation en fin de saison.
La compétition comporte trois phases : 
- Les seize équipes sont réparties en quatre groupes de quatre, par zones géographiques. Chacune dispute quatorze rencontres (deux contre celles de son groupe et deux contre les membres d'un autre groupe) et les deux premiers de chaque groupe (et les deux meilleurs troisièmes) poursuivent la compétition.
- Lors de la seconde phase, les dix qualifiés sont regroupés au sein d'une poule unique. Ils se rencontrent deux fois, à domicile et à l'extérieur. Les quatre premiers se qualifient pour la phase finale.
- La phase finale voit les quatre formations encore en lice s'affronter en matchs à élimination directe (demi-finales et finale), en rencontres aller et retour.

C'est le FC Ciego de Ávila qui remporte la compétition cette saison après avoir battu en finale le tenant du titre, le FC Villa Clara. Il s'agit du troisième titre de champion de Cuba de l'histoire du club.

## Les clubs participants
- FC Villa Clara
- FC Cienfuegos
- FC Ciudad de La Habana
- FC Pinar del Río
- CF Camagüey
- FC Provincia La Habana
- FC Matanzas
- FC Isla de la Juventud
- FC Ciego de Ávila
- FC Industriales
- FC Sancti Spíritus
- CF Granma
- FC Guantánamo
- FC Holguín
- FC Santiago de Cuba
- FC Las Tunas

## Compétition
Le barème de points servant à établir les différents classements se décompose ainsi :
- Victoire : 3 points
- Match nul : 1 point
- Défaite : 0 point

### Première phase
| Rang | Équipe                 | Pts | J  | G | N | P | Bp | Bc | Diff |
| ---- | ---------------------- | --- | -- | - | - | - | -- | -- | ---- |
| 1    | FC Ciudad de La Habana | 22  | 14 | 5 | 7 | 2 | 17 | 8  | +9   |
| 2    | FC Pinar del Río       | 19  | 14 |   |   |   |    |    |      |
| 3    | FC Isla de la Juventud | 14  | 14 |   |   |   |    |    |      |
| 4    | FC Provincia La Habana | 8   | 14 |   |   |   |    |    |      |

| Rang | Équipe          | Pts | J  | G | N | P | Bp | Bc | Diff |
| ---- | --------------- | --- | -- | - | - | - | -- | -- | ---- |
| 1    | FC Villa ClaraT | 27  | 14 | 7 | 6 | 1 | 26 | 10 | +16  |
| 2    | FC Matanzas     | 25  | 14 | 7 | 4 | 5 |    |    |      |
| 3    | FC Cienfuegos   | 24  | 14 |   |   |   |    |    |      |
| 4    | FC Industriales | 9   | 14 |   |   |   |    |    |      |

| Rang | Équipe             | Pts | J  | G | N | P | Bp | Bc | Diff |
| ---- | ------------------ | --- | -- | - | - | - | -- | -- | ---- |
| 1    | CF Camagüey        | 21  | 14 | 6 | 3 | 5 | 15 | 16 | -1   |
| 2    | FC Ciego de Ávila  | 20  | 14 | 5 | 5 | 4 |    |    |      |
| 3    | FC Sancti Spíritus | 19  | 14 |   |   |   |    |    |      |
| 4    | FC Las Tunas       | 9   | 14 |   |   |   |    |    |      |

| Rang | Équipe              | Pts | J  | G | N | P | Bp | Bc | Diff |
| ---- | ------------------- | --- | -- | - | - | - | -- | -- | ---- |
| 1    | FC Santiago de Cuba | 30  | 14 | 9 | 3 | 2 | 24 | 10 | +14  |
| 2    | CF Granma           | 25  | 14 |   |   |   |    |    |      |
| 3    | FC Holguín          | 22  | 14 | 6 | 4 | 4 | 11 | 11 | 0    |
| 4    | FC Guantánamo       | 6   | 14 |   |   |   |    |    |      |

|  | Qualification pour la seconde phase      |
|  | Retrogradation en championnat provincial |
|  | T : Tenant du titre                      |

- Le FC Guantánamo est retrogradé en championnat provincial pour une raison indéterminée.

### Seconde phase
| Rang | Équipe                 | Pts | J  | G  | N  | P  | Bp | Bc | Diff |
| ---- | ---------------------- | --- | -- | -- | -- | -- | -- | -- | ---- |
| 1    | FC Villa ClaraT        | 41  | 18 | 12 | 5  | 1  | 36 | 10 | +26  |
| 2    | FC Ciego de Ávila      | 31  | 17 | 9  | 4  | 4  | 36 | 17 | +19  |
| 3    | FC Holguín             | 26  | 17 | 8  | 2  | 7  | 19 | 17 | +2   |
| 4    | FC Cienfuegos          | 25  | 18 | 7  | 4  | 7  | 21 | 22 | -1   |
| 5    | FC Pinar del Río       | 23  | 18 | 6  | 5  | 7  | 15 | 20 | -5   |
| 6    | CF Granma              | 22  | 18 | 4  | 10 | 4  | 19 | 18 | +1   |
| 7    | FC Santiago de Cuba    | 22  | 18 | 6  | 4  | 8  | 18 | 23 | -5   |
| 8    | CF Camagüey            | 21  | 17 | 5  | 6  | 6  | 19 | 24 | -5   |
| 9    | FC Ciudad de La Habana | 16  | 17 | 4  | 4  | 9  | 14 | 27 | -13  |
| 10   | FC Matanzas            | 13  | 18 | 3  | 4  | 11 | 11 | 30 | -19  |

|  | Qualification pour la phase finale |
|  | T : Tenant du titre                |

### Phase finale

#### Demi-finales
| Équipe 1      | Résultat | Équipe 2          | Aller | Retour |
| ------------- | -------- | ----------------- | ----- | ------ |
| FC Cienfuegos | 1 - 3    | FC Villa Clara    | 1 - 0 | 0 - 3  |
| FC Holguín    | 0 - 2    | FC Ciego de Ávila | 0 - 1 | 0 - 1  |

#### Finale
| Équipe 1          | Résultat | Équipe 2       | Aller | Retour |
| ----------------- | -------- | -------------- | ----- | ------ |
| FC Ciego de Ávila | 3 - 1    | FC Villa Clara | 1 - 1 | 2 - 0  |

## Bilan de la saison
| Championnat de Cuba de football 2003 |                              |
| Champion                             | FC Ciego de Ávila (3e titre) |
| Qualifications continentales         |                              |
| CFU Club Championship 2004           | Aucun                        |
| Promotions et relégations            |                              |
| Promus en Campeonato Nacional        | FC Azucareros                |
| Relégués                             | FC Guantánamo                |